# Nadia Anjuman

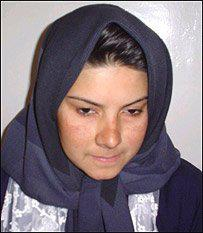
Nadia Anjuman

Nadia Anjuman  Herawi (Heravi), Dari: نادیا انجمن هروی' (Herat,  27 december 1980 - aldaar, 4 november 2005) was een Tadzjieks dichteres. Ze was de dochter van Monshi Abdul Baghi (Dari: منشی عبدالباقی).
Zij werd in een vrome familie in Herat geboren. Zij begon op vijftienjarige leeftijd gedichten te schrijven, ten tijde van het Talibangezag in Afghanistan . Omdat de vrouwen toentertijd niet mochten studeren, begon zij thuis verder te studeren en nam ze tegelijkertijd deel de aan door de Taliban verboden culturele privébijeenkomsten.
Toen de Taliban in 2001 de macht verloren, kon Nadia Anjuman net als veel andere meisjes naar school. Zij maakte haar school af en werd vervolgens toegelaten tot de universiteit van Herat waar zij Dari literatuur studeerde. Zij trouwde, tegen haar zin, in de herfst van 2003 met Farid Majid Nia die in een van de departementen van de universiteit werkzaam was. Nadia mocht van haar man niet meer deelnemen aan lezingen en bijeenkomsten, hetgeen altijd een passie was geweest van haar. Nadia Anjuman werd op een herfstdag (Dari: 15 عقرب) in 2005 zodanig door haar man mishandeld dat zij daardoor op vijfentwintigjarige leeftijd het leven verloor, twee maanden voordat zij haar studie af kon maken. Zij ligt begraven in de Khwaja Abdullah Ansari (Dari: خواجه عبدالله انصاری) in Herat. 

## Werken
Nadia Anjoman Heravi liet twee gedichtenbundels achter die Gol-e Doodi (Dari: گل دودی) en Yek Sabad Delhore (Dari: یک سبد دلهره) heten.